# Hoofdwaarde
De hoofdwaarde van een argument van een complex getal of quaternion is de waarde die binnen het interval {\displaystyle (-\pi ,\pi ]} ligt.
Bijvoorbeeld:
- Argument van {\displaystyle 1+i} is {\displaystyle {\frac {\pi }{4}}+2k\pi (k=0,1,-1,2,-2,...)}, dus is de hoofdwaarde {\displaystyle {\frac {\pi }{4}}(k=0)}
- Argument van {\displaystyle -i} is {\displaystyle {\frac {-\pi }{2}}+2k\pi (k=0,1,-1,2,-2,...)}, dus is de hoofdwaarde {\displaystyle {\frac {-\pi }{2}}(k=0)}
- Argument van {\displaystyle 3} is {\displaystyle 2k\pi (k=0,1,-1,2,-2,...)}, dus is de hoofdwaarde {\displaystyle 0(k=-1)}
- Argument van {\displaystyle 2i+3j} is {\displaystyle -4\pi +2k\pi (k=0,1,-1,2,-2,...)}, dus is de hoofdwaarde {\displaystyle 0(k=2)}

Verder wordt de term hoofdwaarde ook gebruikt voor een complexe worteltrekking of voor een complex logaritme, dit wil zeggen dat voor de berekening dezer waarden, het hoofdargument in acht genomen werd, zo vindt men:
- {\displaystyle \ln(i)={\frac {\pi }{2}}i}
- {\displaystyle {\sqrt {-1}}=i}